# Ангаузен
Ангаузен (нім. Anhausen) — громада в Німеччині, розташована в землі Рейнланд-Пфальц. Входить до складу району Нойвід. Складова частина об'єднання громад Ренгсдорф.
Площа — 9,54 км2. Населення становить 1369 ос. (станом на 31 грудня 2020).